# کمان زنبورکی (فیلم کوتاه)
کمان زنبورکی (انگلیسی: Crossbow) یک فیلم کوتاه استرالیایی به کارگردانی دیوید می‌شد است که در سال ۲۰۰۷ منتشر شد. از بازیگران آن می‌توان به جوئل اجرتون اشاره کرد.

## موضوع فیلم
این فیلم به رابطه یک کودک با والدینش می پردازد.

## جوایز
- برنده جایزه بهترین فیلم کوتاه استرالیایی- جشنواره بین‌المللی فیلم ملبورن
- برنده جایزه بهترین فیلمنامه ی یک فیلم کوتاه- جشنواره AACTA Awards
- برنده جایزه بهترین فیلم- جشنواره Fitz Best Short film Awards
- برنده جوایز بهترین کارگردانی و بهترین طراحی صدا- جشنواره فیلم فلیکرفِست
- برنده جایزه بهترین فیلمنامه- جشنواره St Kilda Short Film Festival